# You Won't Miss Me
Pour plus de détails, voir Fiche technique et Distribution.
You Won't Miss Me est un film américain indépendant mumblecore de 2009, réalisé par Ry Russo-Young.

## Synopsis
Un portrait mosaïque de Shelly Brown, une marginale de trente-trois ans qui vient de sortir de l'hôpital psychiatrique.

## Distribution
- Stella Schnabel : Shelly Brown
- Simon O'Connor (en) : Simon
- Zachary Tucker : David
- Noah Kimmerling : Dr. Schwartz
- Carlen Altman : Carlen
- Greta Gerwig : Bridget
- Joe Swainberg: Casting director